# Pomatocalpa
Pomatocalpa là một chi thực vật có hoa trong họ, Orchidaceae.